# Shapna pluvialis
Shapna pluvialis Hippa & Lehtinen, 1983 è un ragno appartenente alla famiglia Lycosidae.
È l'unica specie nota del genere Shapna.

## Distribuzione
L'olotipo maschile di questo genere è stato rinvenuto in India, nello stato di Meghalaya, tra i rifiuti umidi della giungla di bambù nei pressi del villaggio di Umran.

## Tassonomia
Di questa specie sono noti un esemplare maschile e due femminili.
Dal 1983 non sono stati esaminati altri esemplari, né sono state descritte sottospecie al 2021.